# Sbírka Národního muzea
Sbírka Národního muzea je muzejní sbírka Národního muzea, která má podle zakládající listiny Českého vlastenského muzea (později Národního muzea) z roku 1818, zdokumentovat přírodu, kulturu, vědu a průmysl. Je v tom patrné, jakou sílu měl tehdejší osvícenecký optimismus poznání světa, pokroku a rozvoje lidstva. Muzejní sbírky měly vytvářet a uchovávat obraz světa, jeho proměn, ale i rozvoje. Sbírka Národního muzea se skládá z jednotlivých sbírek uvedených dále.

## Sbírky Přírodovědeckého muzea Národního muzea
Přírodovědecké muzeum má celkem osm oddělení a je jedním z pěti odborů Národního muzea. Jeden z nejvýznamnějších sbírkových předmětů Přírodovědeckého muzea je 22,5 metrů dlouhá, přes čtyři tuny vážící kostra plejtváka myšoka (Balaenoptera physalus). Kostra byla poprvé představena veřejnosti 28. listopadu 1888 a od roku 1893 je vystavena v dnešní Historické budově Národního muzea. Kromě správy sbírek přírodovědného charakteru organizuje vlastní vědecké výzkumy, a to na tuzemské i mezinárodní úrovni.
Přírodovědecké muzeum spravuje následující sbírky:
| Entomologická sbírka | Paleontologická sbírka |
| Botanická sbírka     | Mykologická sbírka     |
| Mineralogická sbírka | Zoologická sbírka      |

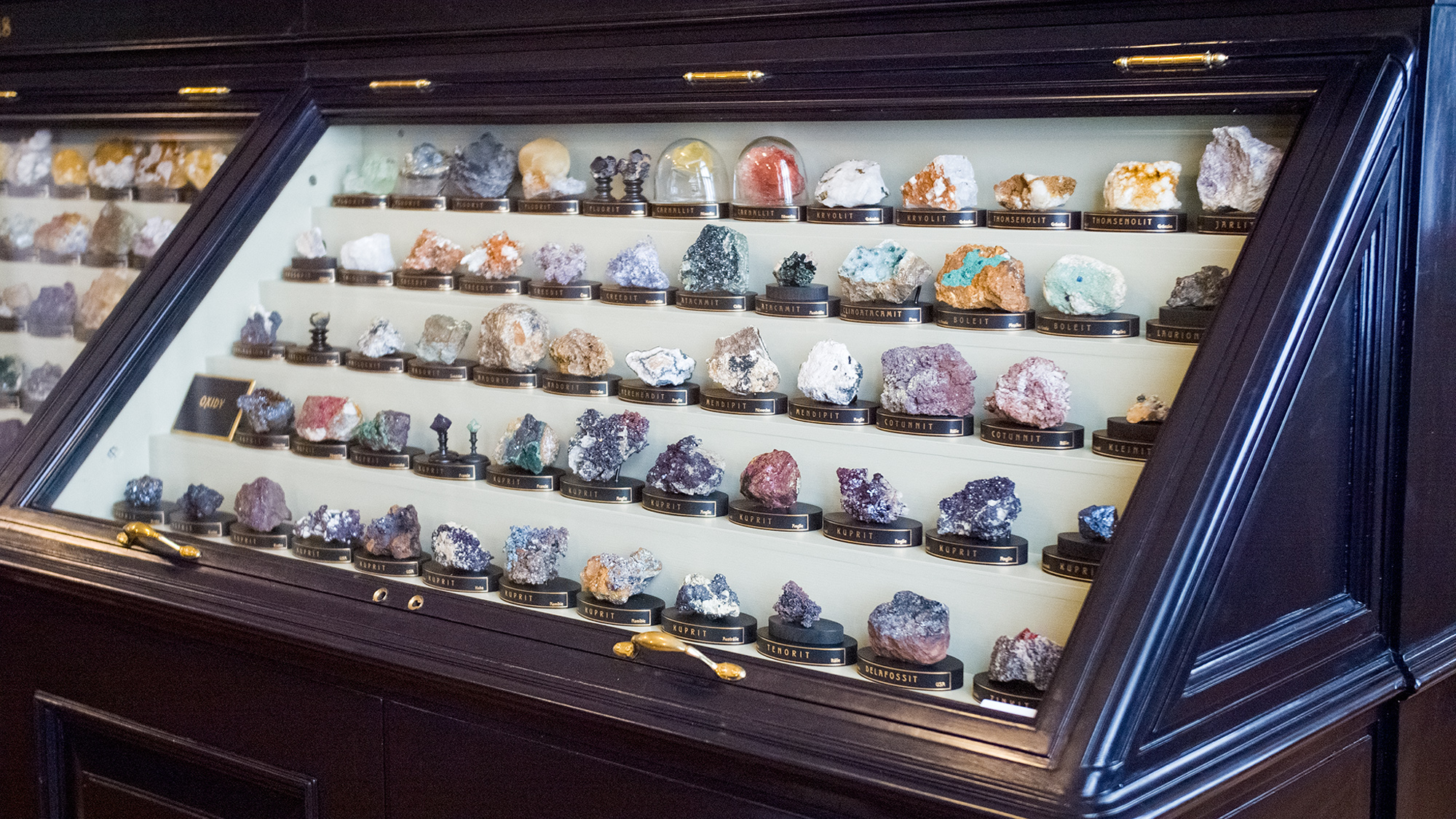
Mineralogická expozice
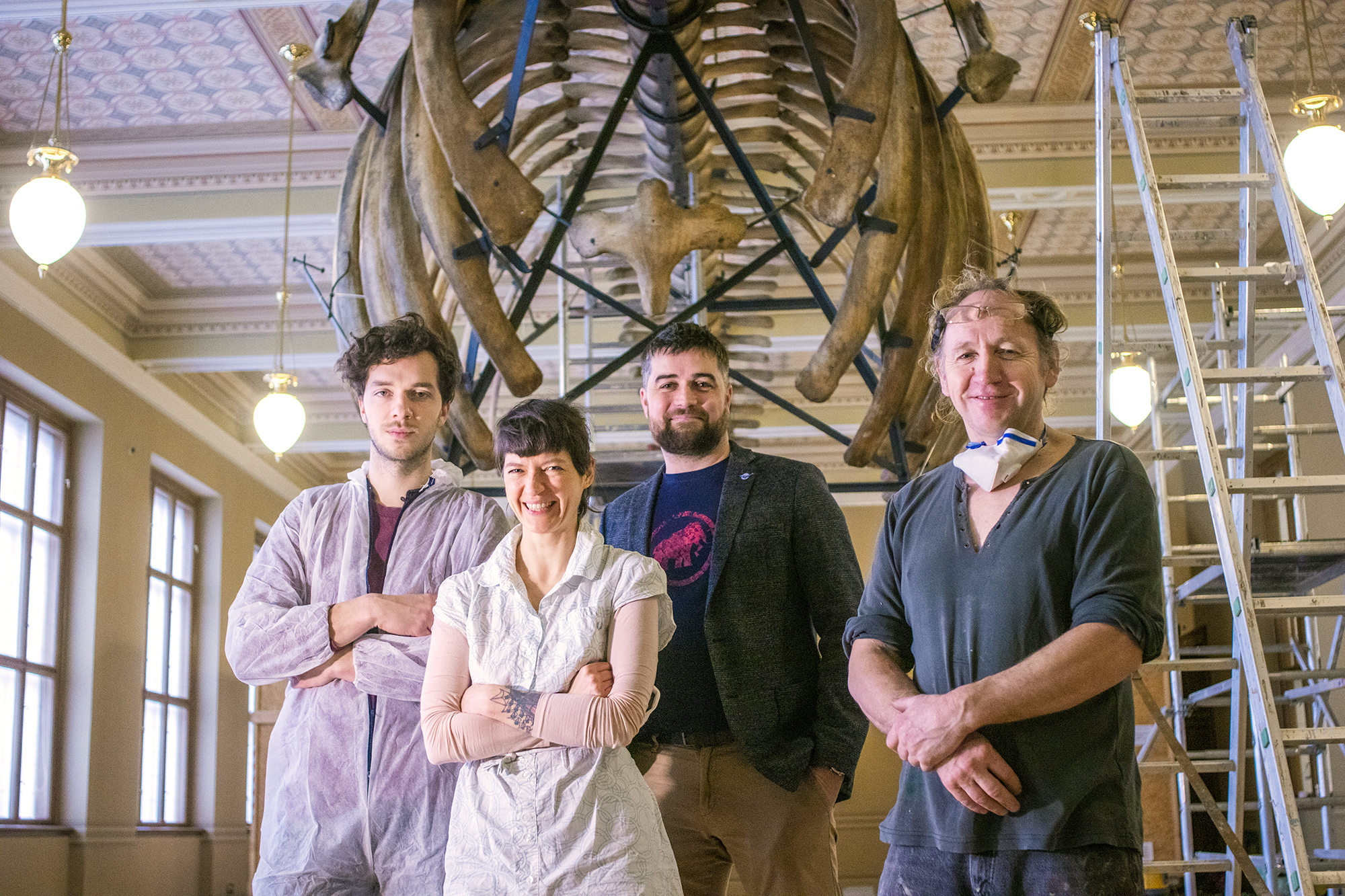
Plejtvák myšok
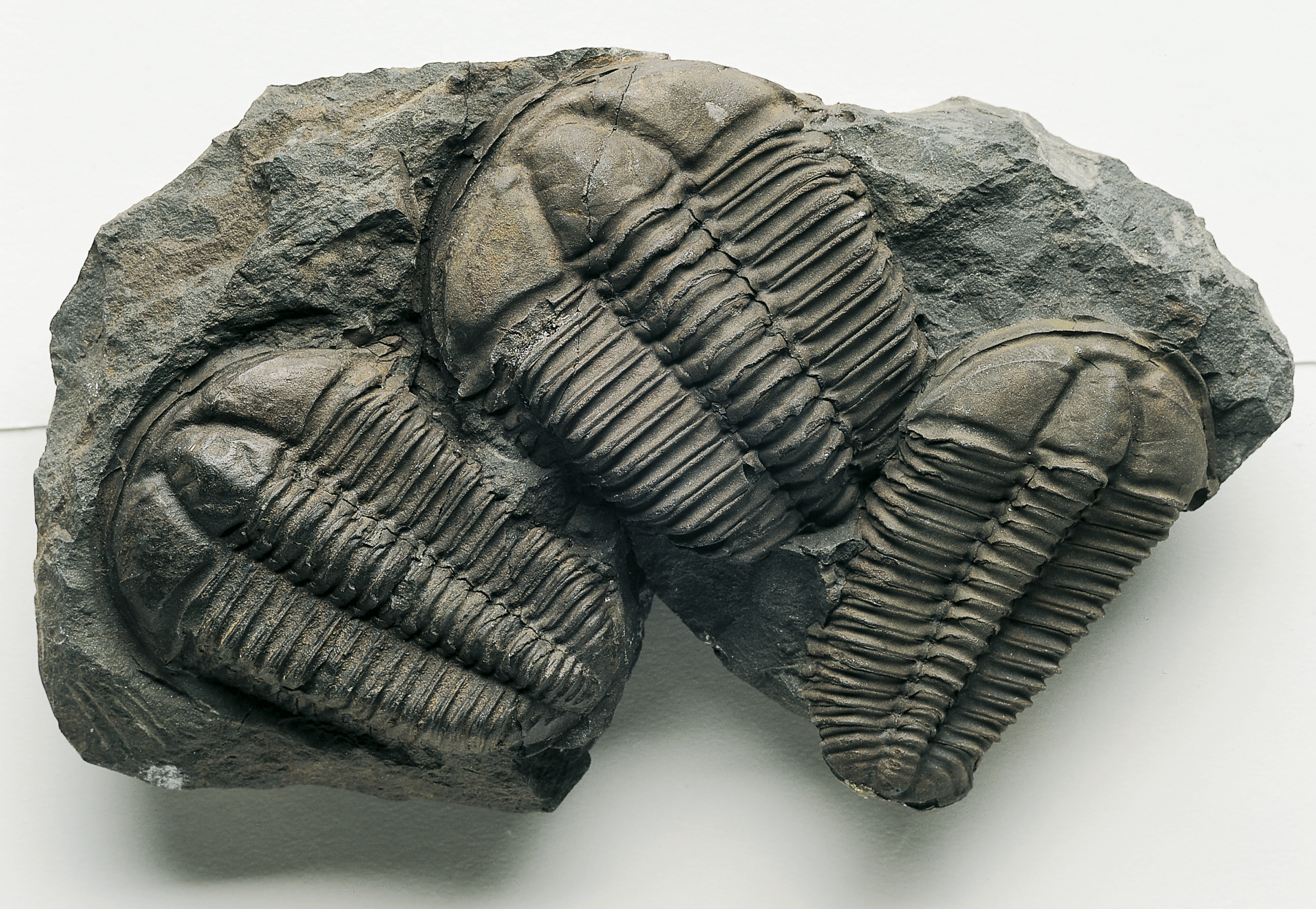
Trilobiti

## Sbírky Historického muzea Národního muzea
Historické muzeum spravuje následující sbírky: 
| Divadelní sbírka              | Numismatická sbírka                     |
| Etnografická sbírka           | Archeologická sbírka                    |
| Sbírka starších českých dějin | Sbírka novodobých českých dějin         |
| Archiv Národního muzea        | Oddělení dějin tělesné výchovy a sportu |
| Sbírka Muzea dělnického hnutí | Československé dokumentační středisko   |

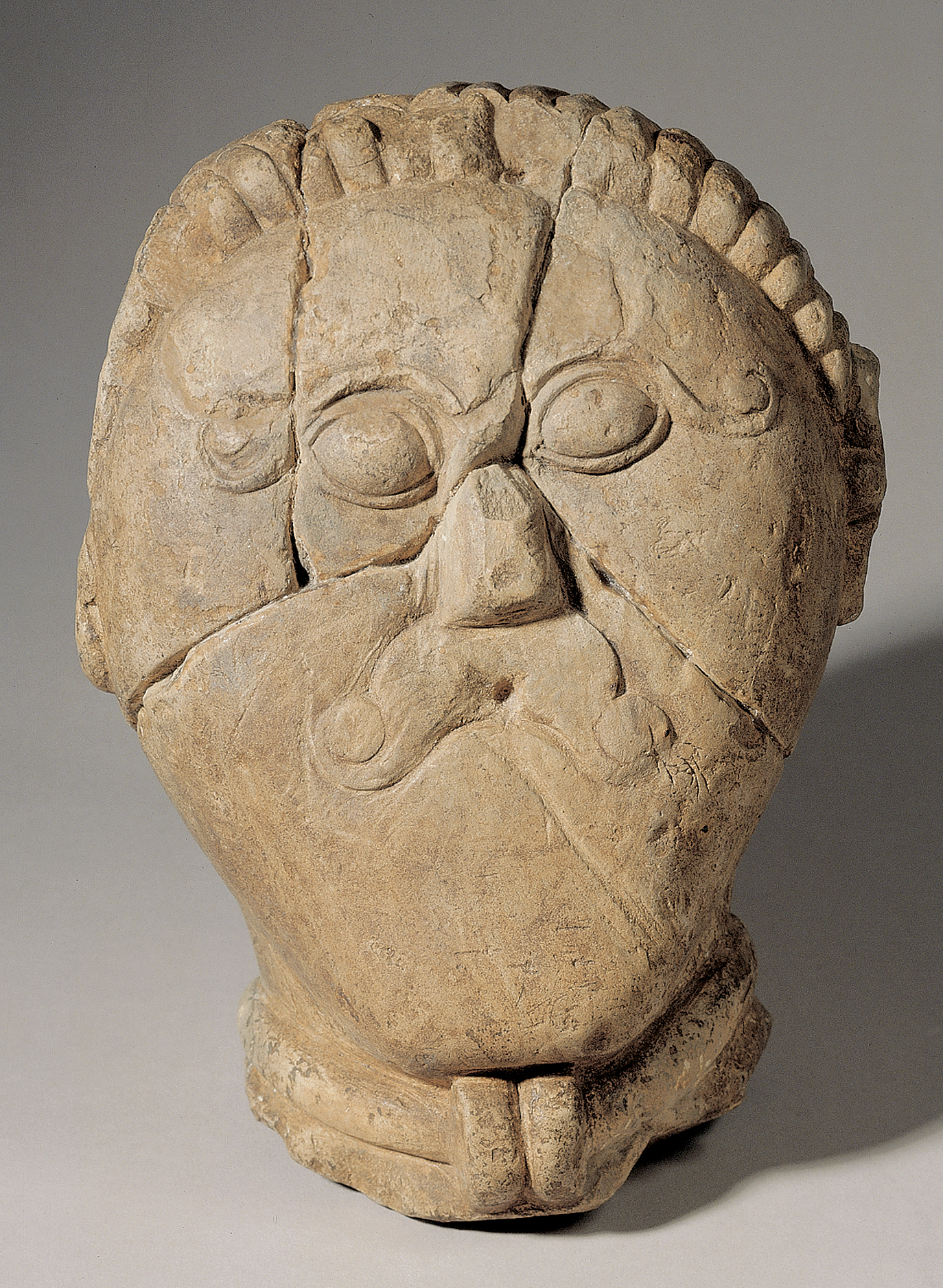
Keltská hlava ze Mšeckých Žehrovic
Dýky ze starší doby bronzové
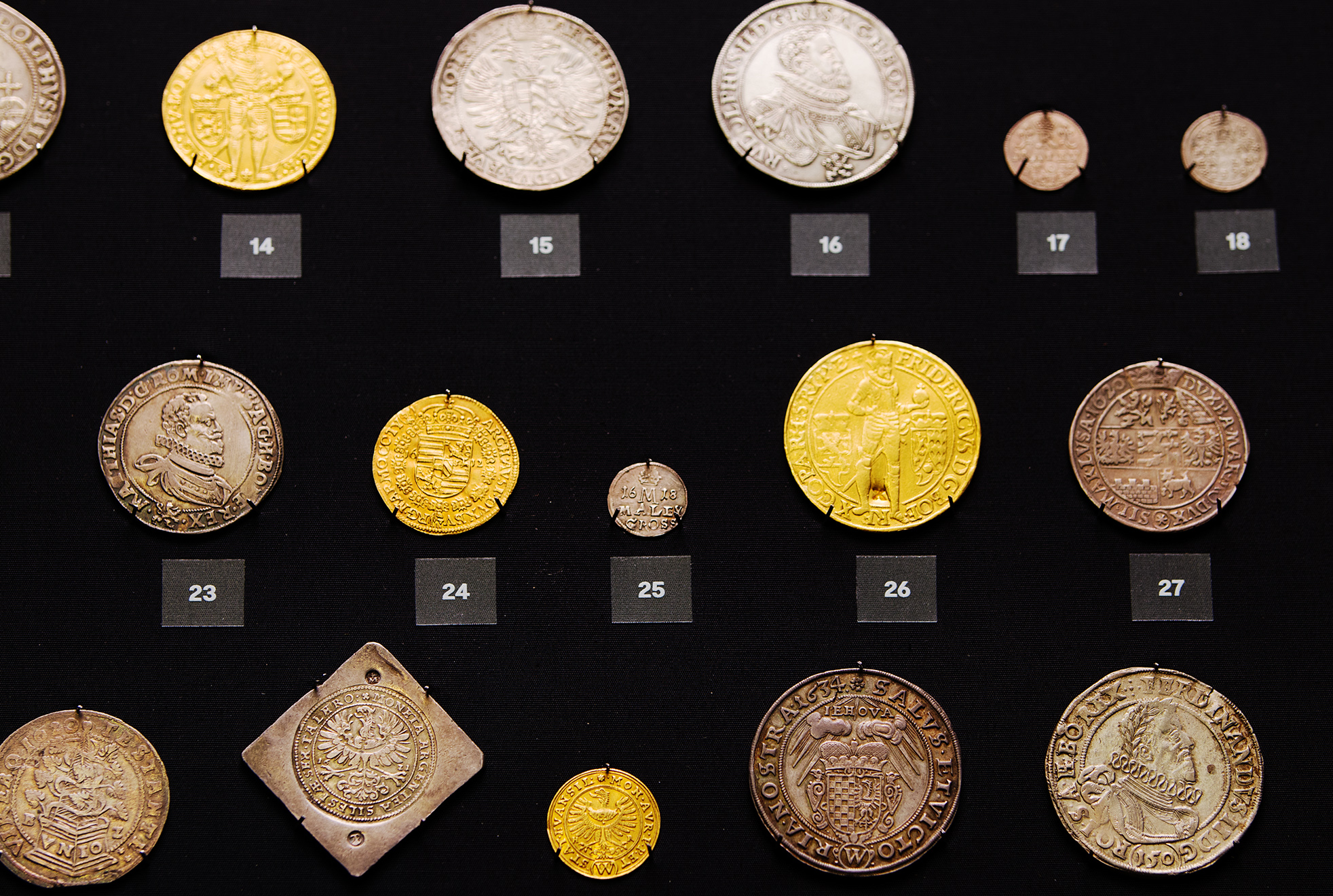
Poklady numismatických sbírek
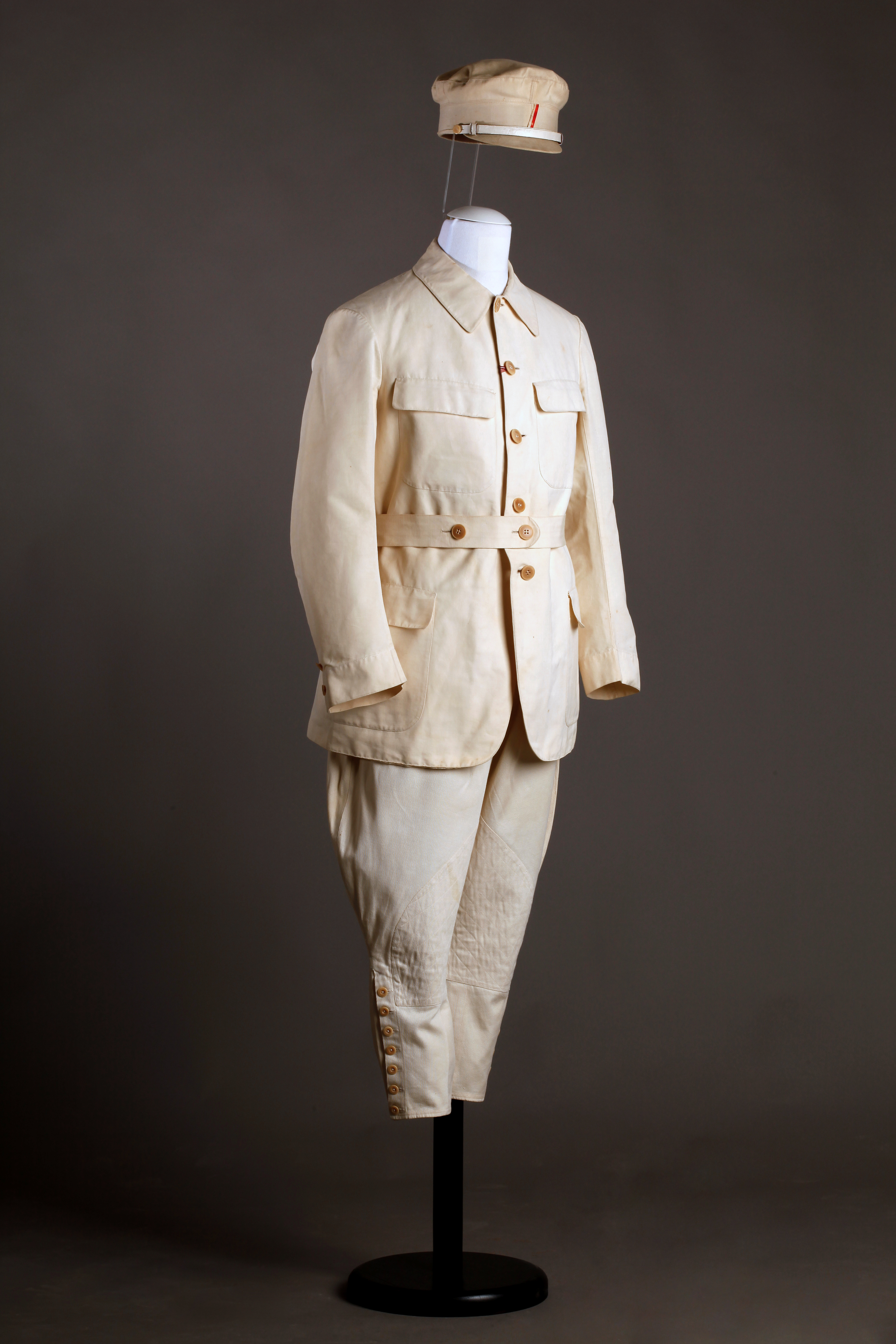
Sportovní oblek prezidenta TGM

## Sbírky Náprstkova muzea asijských, afrických a amerických kultur
Náprstkovo muzeum spravuje následující sbírky:
| Sbírka asijských kultur         | Sbírka starověkého Předního východu a Afriky |
| Sbírka mimoevropské numismatiky | Sbírka mimoevropské etnografie               |
| Sbírka Archivu Náprstkova muzea |                                              |

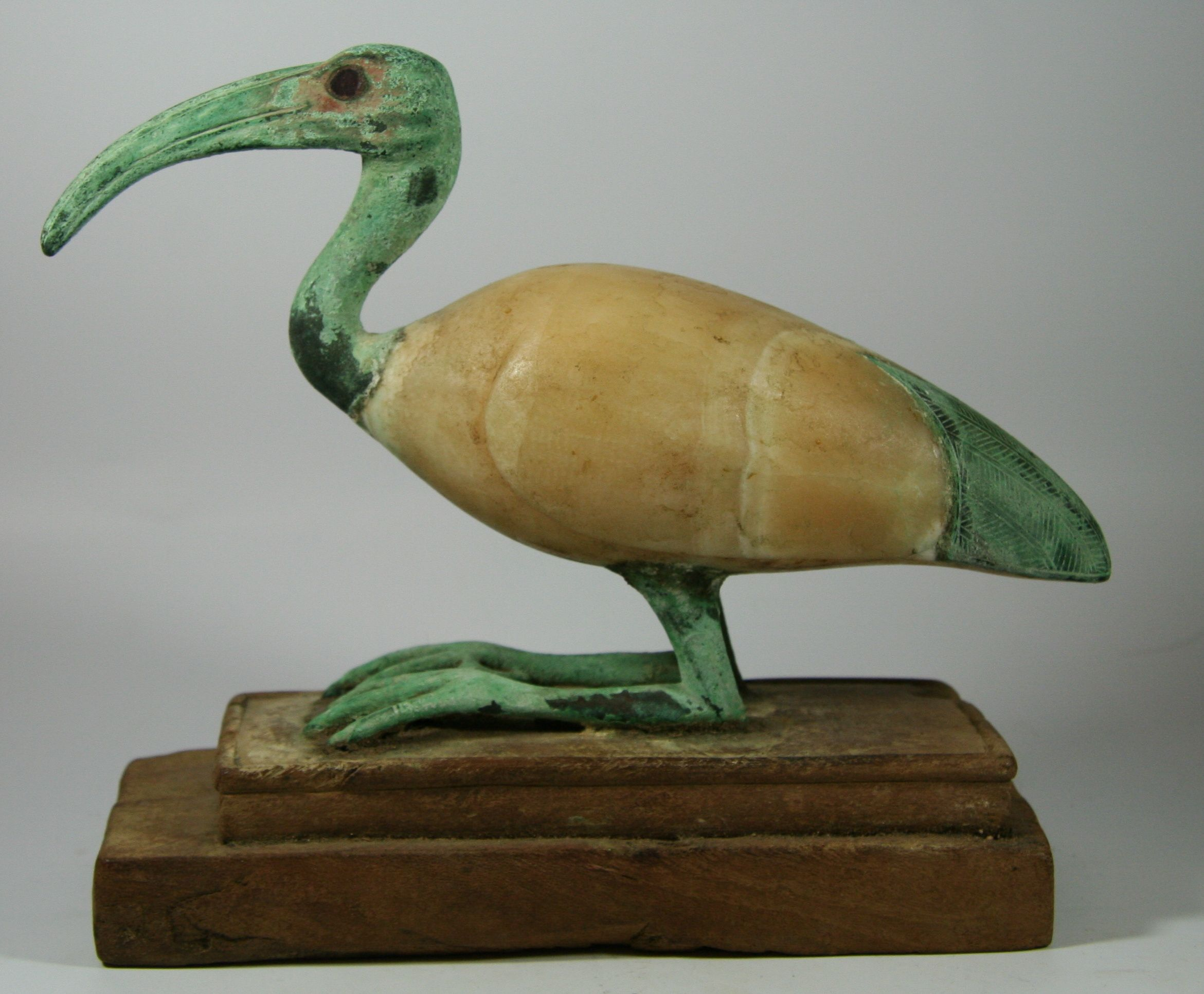
Soška posvátného ibise
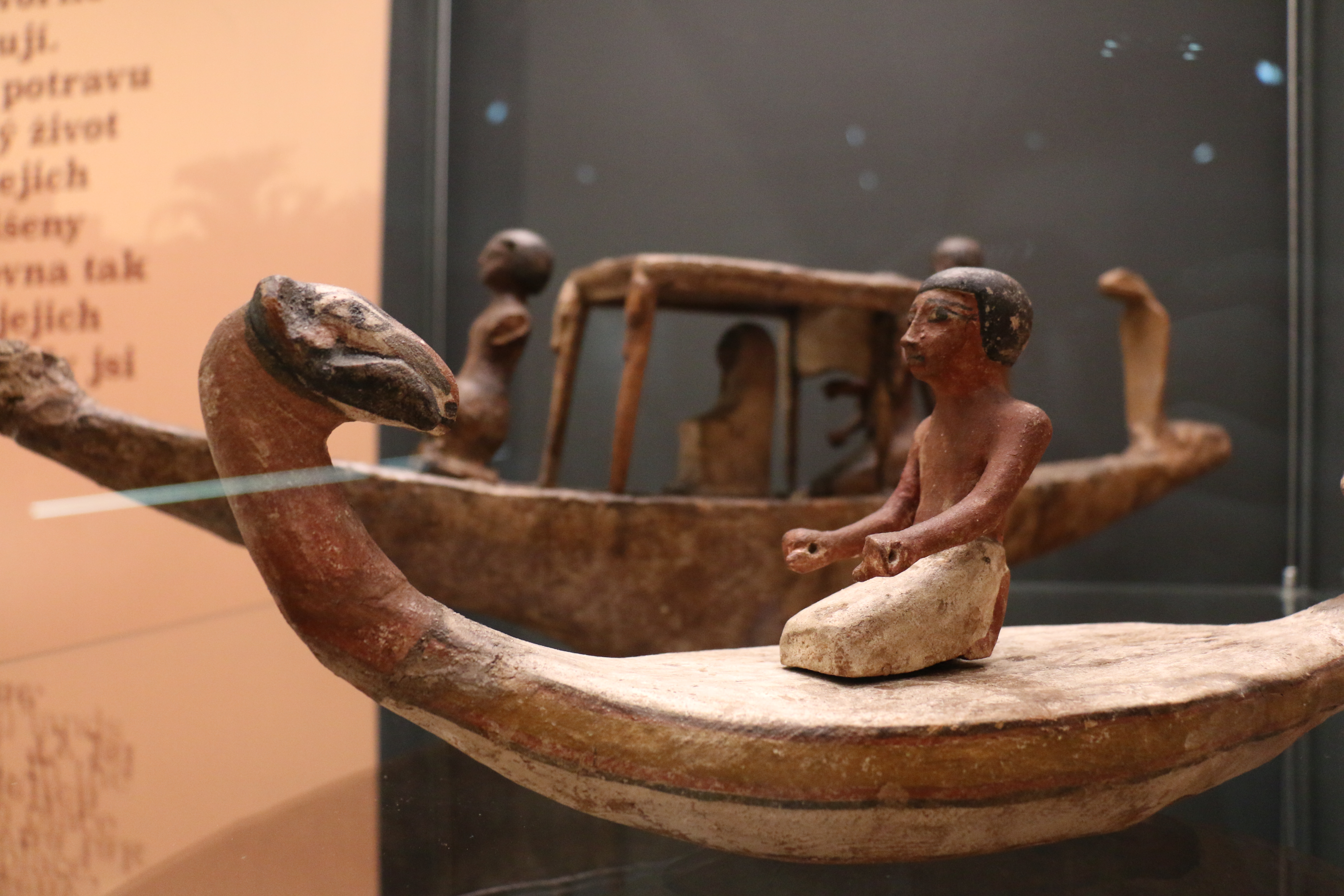
Modely loděk vezoucích zemřelého, Egypt, Střední říše
Kuan-jin, bódhisattva soucitu z Číny

## České muzeum hudby
| Sbírka hudebněhistorického oddělení | Sbírka hudebních nástrojů     |
| Sbírka Muzea Antonína Dvořáka       | Sbírka Muzea Bedřicha Smetany |

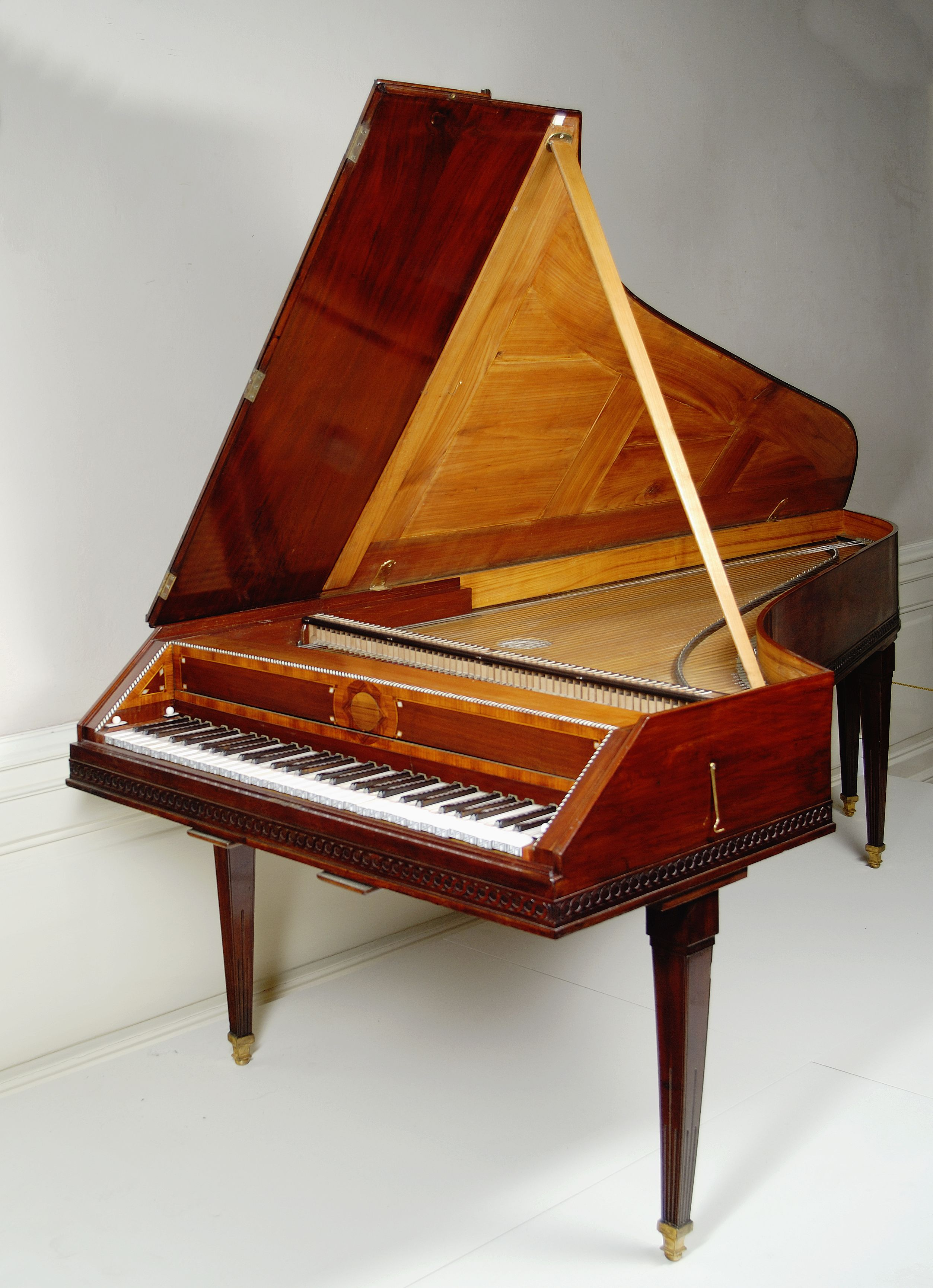
Klavír W. A. Mozarta
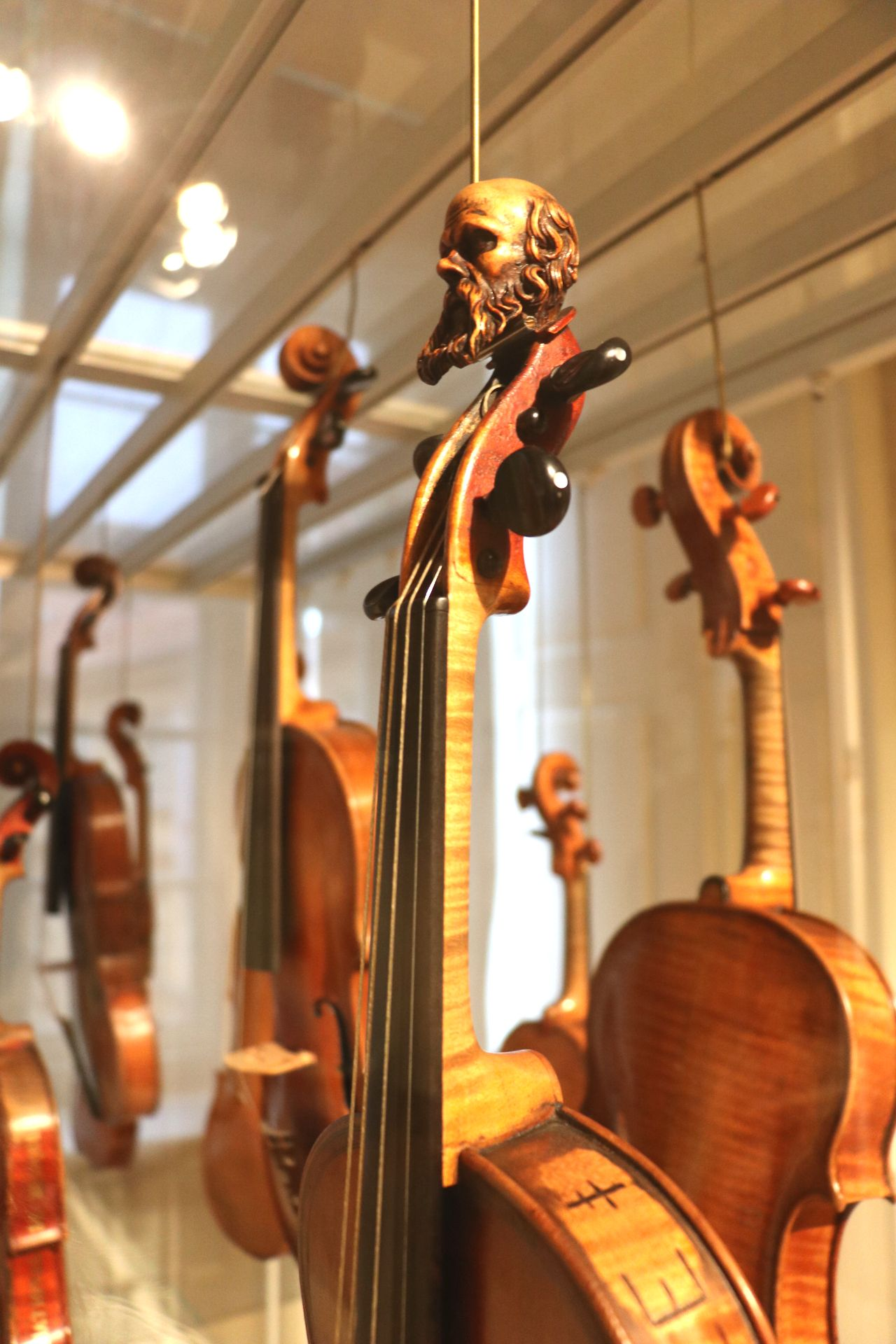
Člověk – nástroj – hudba